# Szepesszentgyörgy
Szepesszentgyörgy (szlovákul: Jurské, németül: Sankt-Georgen) község Szlovákiában, az Eperjesi kerületben, a Késmárki járásban.

## Fekvése
Késmárktól 10 km-re északkeletre, a Poprád jobb oldalán, a Hollólomnici-patak völgyében fekszik.

## Története
A falut a Görgeyek alapították a 13. században. Első írásos említése 1294-ben történt „Sanctus Georgius” alakban. 1329-ben „Sentgurg”, 1345-ben „Sentgyrgh” alakban szerepel a korabeli forrásokban. 1787-ben 53 háza és 345 lakosa volt.
A 18. század végén Vályi András így ír róla: „SZENT GYÖRGY. Tót falu Szepes Várm. földes Ura Sz. Iványi Uraság, lakosai katolikusok, fekszik Holló-Lomnitznak szomszédságában, mellynek filiája; határja középszerű.”
1828-ban 78 házában 581 lakos élt. Lakói földművesek voltak, később Késmárk, Poprád és Podolin üzemeiben dolgoztak.
Fényes Elek 1851-ben kiadott geográfiai szótárában így ír a faluról: „Szent-György, (Jurszke), tót falu, Szepes vmegyében, Bélához keletre 1/2 órányira: 158 romai, 147 g. kath., 202 evang. lak.”
A 20. század elején kallómalma és olajütője volt. A trianoni diktátumig Szepes vármegye Késmárki járásához tartozott.

## Népessége
| Év:            | 1994. | 2004.    | 2014.    | 2024.    |
| -------------- | ----- | -------- | -------- | -------- |
| Emberek száma: | 611   | 823      | 1145     | 1504     |
| Eltérés:       |       | +34,69 % | +39,12 % | +31,35 % |

| Év:            | 2023. | 2024.   |
| -------------- | ----- | ------- |
| Emberek száma: | 1464  | 1504    |
| Eltérés:       |       | +2,73 % |

1910-ben 309, túlnyomórészt szlovák lakosa volt.
2001-ben 758 lakosából 637 cigány és 110 szlovák volt.
2011-ben 1027 lakosából 726 szlovák és 289 cigány.

## Nevezetességei
- Szent György temploma 13. századi eredetű, a 17. században átépítették, tornya későbbi.
- Evangélikus temploma 1865-ben épült klasszicista stílusban.